# Imaobong Nse Uko
Imaobong Nse Uko (née le 20 février 2004 à Ibeno) est une athlète nigériane, spécialiste des épreuves de sprint.

## Biographie
Elle participe aux relais 4 × 400 mètres mixte aux Jeux olympiques d'été de 2020 mais est éliminée dès les séries.
Elle remporte le 400 m des championnats du monde juniors de 2021, à Nairobi au Kenya, en 51 s 55, signant un nouveau record personnel.

## Palmarès
| Date | Compétition                   | Lieu    | Résultat | Épreuve         | Temps         |
| ---- | ----------------------------- | ------- | -------- | --------------- | ------------- |
| 2021 | Championnats du monde juniors | Nairobi | 1re      | 400 m           | 51 s 55       |
| 2021 | Championnats du monde juniors | Nairobi | 1re      | 4 × 400 m mixte | 3 min 19 s 70 |
| 2021 | Championnats du monde juniors | Nairobi | 1re      | 4 × 400 m       | 3 min 31 s 46 |

## Records
| Épreuve | Temps   | Lieu    | Date         |
| ------- | ------- | ------- | ------------ |
| 400 m   | 51 s 55 | Nairobi | 21 août 2021 |